# Lacey Nymeyer
Lacey Pearl Nymeyer (* 29. Oktober 1985 in Tucson) ist eine US-amerikanische Freistil-Schwimmerin.

## Werdegang
Ihr Großvater Ed Nymeyer war auch schon Spitzensportler. Er ist in der Basketball Hall of Fame von Arizona.
Sie schwimmt für den Tucson Ford Dealers Aquatics und wird von Frank Busch trainiert. Ihre bisherigen internationalen waren vor allem als Teil einer Freistilstaffel. Bei den Olympiatrials der USA 2008 hat sie den bei der 100-m-Freistilentscheidung den hervorragenden dritten Platz erreicht, der allerdings für eine Qualifikation für die Olympischen Sommerspiele 2008 in Peking nicht ausgereicht hätte. Doch die Gewinnerin Dara Torres hat ihren Start über diese Strecke in Peking zurückgezogen, somit ist Nymeyer ins US-Olympiaschwimmteam nachgerückt. Außerdem war sie Teil der 4 × 100-m-Freistilstaffel.

## Rekorde

### Persönliche Rekorde

#### Langbahn
- 50 m Freistil – 00:25,01
- 100 m Freistil – 00:54,02
- 200 m Freistil – 01:58,93

### Internationale Rekorde
| Weltrekorde (1)                                                    | Weltrekorde (1) | Weltrekorde (1) | Weltrekorde (1) |
| ------------------------------------------------------------------ | --------------- | --------------- | --------------- |
| 4 × 200 m Freistil (mit Coughlin, Vollmer, Hoff)                   | 07:50,09 min    | 29. März 2007   | Melbourne       |
| Amerikarekorde (4)                                                 |                 |                 |                 |
| 4 × 100 m Freistil (mit Coughlin, Weir und Joyce)                  | 03:35,68 min    | 25. März 2007   | Melbourne       |
| 4 × 200 m Freistil (mit Coughlin, Vollmer und Hoff)                | 07:50,09 min    | 29. März 2007   | Melbourne       |
| 4 × 50 yds Freistil (Kurzbahn) (mit Turner, Jackson und Baughman)  | 01:26,90 min    | 20. März 2008   | Columbus        |
| 4 × 100 yds Freistil (Kurzbahn) (mit Turner, Jackson und Baughman) | 03:11,34 min    | 22. März 2008   | Columbus        |
| (Stand: 10. Juli 2008)                                             |                 |                 |                 |